# مأمون الشايب
مأمون الشايب (1960-) هو فنان تشكيلي فلسطيني من طيرة حيفا، ولد في مخيم اليرموك في دمشق، درس الإعدادية والثانوية في مدرسة الكرمل في اليرموك، ثم أكمل دراسته في جامعة دمشق بكلية الفنون الجميلة قسم التصوير الزيتي عام 1984، حاصل على دبلوم تربية من اليونسكو. نال جائزة أفضل عمل فني بالأونروا في دمشق عام 1995.

## حياته
هُجرت عائلته من طيرة حيفا على إثر أحداث النكبة عام 1948، وإستقرت في مخيم اليرموك للاجئين في دمشق، وعمل مدرساً للرسم في مخيمات اللاجئين الفلسطينيين وأستاذاً للفنون في مدارس الأونروا لمدة 25 عاماً، وكان عضو في اتحاد الفنانين التشكيليين الفلسطينيين والسوريين والعرب، ثم هاجر إلى مدينة هلسنبوري في السويد عام 2013 بسبب الحرب في سوريا، وبعد إطلاعه على الفن المعاصر وثقافة الفن التصويري في السويد، تغيرت رؤيته الفنية بسبب إختلاف الجمهور المستهدف فبدأ بتسليط الضوء على معاناة الطفل والمرأة الفلسطينيين تحت نير الاحتلال الإسرائيلي، كما واجه صعوبة بالتعايش هناك إلا أنهُ أراد أن يثبت للعالم أن الفلسطيني إينما إرتحل يصنع بمستقبله بيده.

## أسلوبه الفني
امتازت أعماله بأسلوبها الواقعي والتسجيلي، سلط الضوء على العديد من القضايا الفلسطينية والسورية، وركز في لوحاته على توثيق المعاناة اليومية للشعب الفلسطيني داخل الوطن وخارجه من تهجير ولجوء وأسر، حيث تسجل لوحاته وثيقة تاريخية وتسجيلية، كما أعطى إهتمام كبير لإظهار معاناة المرأة والطفل الفلسطينيين، كذلك رسم القرية والبيوت الفلسطينية والحارات الدمشقية بأسلوب واقعي متأثراً بواقع الصور اليومية التي يبثها الإعلام.

## أعماله
سخر مأمون فنه من أجل قضية وطنه وشعبه، حيث أقام العديد من المعارض الفردية والجماعية كما حصل على جوائز وتكريمات في عواصم عربية وأوروبية. من أهم معارضه:
- معرضه الأول (إياه) في ثانوية اليرموك عام 1977، أقامه قبل دخوله كلية الفنون الجميلة.
- معرض في مالو عام 2017.
- معرض في مدينة كوبنهاغن بالدنمارك عام 2018، ضمّ العديد من اللوحات التي تجسّد التراث والزي والثقافة الفلسطينية، ضمن أمسية ثقافية نظّمتها جمعية "شمعة أمل".
- معرض في مدينة ستوكهولم عام 2018.
- معرض في برلين عام 2019.
- معرض على شارع ريجينس جاتان في مدينة لاندسكرونا عام 2020، عرض فيه لوحاته الفنية أمام المارين السويديين وأبناء الجاليات المهاجرة.
- معرض بمناسبة الذكرى التاسعة والثلاثين ليوم الأرض في مدينة هلسنبوري بالسويد عام 2023، ضَمَ العديد من اللوحات الفنيه بواقع عشرون عملاً زيتياً، وركز في عمله على عكس معاناة الشعب الفلسطيني في الداخل والشتات.